# ChievoVerona Women FM 2021-2022
Questa voce raccoglie le informazioni riguardanti la Società Sportiva Dilettantistica ChievoVerona Women FM nelle competizioni ufficiali della stagione 2021-2022.

## Divise e sponsor
L'accordo societario con il ChievoVerona influisce anche nella tenuta da gioco, adottando lo schema adottato dalla squadra maschile. Lo sponsor tecnico e fornitore dell'abbigliamento sportivo è Givova mentre lo sponsor principale è la Autozai di Verona.
| Casa | Trasferta | Terza tenuta |

## Organigramma societario
Organigramma tratto dal sito ufficiale della società, aggiornato al 26 giugno 2022.
Area amministrativa
- Presidente: Alice Bianchini
- Presidente onorario: Giuseppe Boni
- Segretario: Francesco De Giorgio
- Direttore generale: Massimiliano Rossi
- Direttore sportivo: Simone Lelli

Area tecnica
- Allenatore: Giacomo Venturi
- Allenatore in seconda: Mauro Perina
- Allenatore dei portieri: Giovanni Avesani
- Preparatore atletico: Andrea Callegaro
- Fisioterapista: Marica Usvardi

### Rosa
Ruoli e numeri di maglia tratti dal sito ufficiale
| N. |                    | Ruolo | Calciatrice               |
| -- | ------------------ | ----- | ------------------------- |
| 3  | Italia (bandiera)  | D     | Giulia Caliari            |
| 4  | Italia (bandiera)  | D     | Chiara Mele               |
| 6  | Romania (bandiera) | D     | Irina Alexandra Tunoaia   |
| 7  | Italia (bandiera)  | A     | Rachele Peretti           |
| 8  | Italia (bandiera)  | C     | Gaia Bolognini            |
| 9  | Italia (bandiera)  | A     | Giulia Verrino            |
| 10 | Italia (bandiera)  | C     | Valentina Boni (capitano) |
| 11 | Italia (bandiera)  | C     | Daiana Mascanzoni         |
| 13 | Italia (bandiera)  | D     | Alessia Pecchini          |
| 15 | Italia (bandiera)  | D     | Camilla Ronca             |
| 17 | Italia (bandiera)  | P     | Francesca Olivieri        |
| 19 | Italia (bandiera)  | A     | Flavia Fancellu           |

| N. |                   | Ruolo | Calciatrice            |
| -- | ----------------- | ----- | ---------------------- |
| 21 | Italia (bandiera) | C     | Jessica Zanoni         |
| 22 | Italia (bandiera) | A     | Virginia Gidoni        |
| 23 | Italia (bandiera) | D     | Francesca Salaorni     |
| 25 | Italia (bandiera) | C     | Sara Tardini           |
| 26 | Italia (bandiera) | C     | Lucrezia Salimbeni     |
| 27 | Italia (bandiera) | D     | Stefania Zanoletti     |
| 29 | Italia (bandiera) | A     | Stefania Dallagiacoma  |
| 39 | Italia (bandiera) | P     | Linda Fenzi            |
| 77 | Italia (bandiera) | P     | Serena Baglio          |
| 80 | Serbia (bandiera) | A     | Jelena Marenić         |
| 88 | Italia (bandiera) | C     | Nicole Fabbroni        |
| 99 | Italia (bandiera) | D     | Alessandra Piergallini |

## Calciomercato

### Sessione estiva
| Acquisti | Acquisti        | Acquisti | Acquisti    |
| R.       | Nome            | da       | Modalità    |
| -------- | --------------- | -------- | ----------- |
| D        | Nicole Fabbroni | Empoli   | in prestito |
| C        | Giulia Verrino  | Empoli   | in prestito |
| A        | Jelena Marenić  | Torres   | definitivo  |

| Cessioni | Cessioni           | Cessioni   | Cessioni   |
| R.       | Nome               | a          | Modalità   |
| -------- | ------------------ | ---------- | ---------- |
| C        | Giorgia Bertolotti | San Marino | definitivo |
| C        | Eleonora Prost     |            | svincolata |

### Sessione invernale
| Acquisti | Acquisti          | Acquisti     | Acquisti    |
| R.       | Nome              | da           | Modalità    |
| -------- | ----------------- | ------------ | ----------- |
| C        | Michela Franco    | Cesena       |             |
| C        | Flavia Lombardo   | Ravenna      | in prestito |
| A        | María Paula Salas |              | definitivo  |
| A        | Karina Ol'chovik  | Dinamo Minsk | definitivo  |

| Cessioni | Cessioni        | Cessioni    | Cessioni      |
| R.       | Nome            | a           | Modalità      |
| -------- | --------------- | ----------- | ------------- |
| D        | Lucia Bonfante  | Cortefranca | in prestito   |
| D        | Nicole Fabbroni | Lucchese    | fine prestito |
| C        | Giulia Verrino  | Empoli      | fine prestito |
| A        | Jelena Marenić  | Torres      | definitivo    |

## Risultati

### Serie B

#### Girone di andata
| Arbitro: | Zammarchi (Cesena) |

|             |           |  |
| Marenić 23’ | Marcatori |  |

| Tombolo 19 settembre 2021, ore 15:00 CEST 2ª giornata | Cittadella         | 0 – 0 referto referto 2 | ChievoVerona FM | Centro sportivo Tombolo\| Arbitro: \| Maksym (Gallarate) \| |
| Arbitro:                                              | Maksym (Gallarate) |                         |                 |                                                             |

| Arbitro: | Grassi (Forlì) |

|               |           |  |
| Bolognini 39’ | Marcatori |  |

| Arbitro: | Bocchini (Roma 1) |

|  |           |                                |
|  | Marcatori | 5’ Mascanzoni 35’, 78’ Peretti |

| Arbitro: | Muccignato (Pordenone) |

|                                  |           |                      |
| Boni 27’ Peretti 29’ Marenić 76’ | Marcatori | 5’ L. Merli 23’ Asta |

| Arbitro: | Bortolussi (Nichelino) |

|               |           |                 |
| Kubassova 81’ | Marcatori | 35’ (rig.) Boni |

| Arbitro: | Catanzaro (Catanzaro) |

|  |           |              |
|  | Marcatori | 47’ Barbieri |

| Ravenna 14 novembre 2021, ore 14:30 CET 8ª giornata | Ravenna               | 0 – 0 referto referto 2 | ChievoVerona FM | Centro sportivo Massimo Soprani\| Arbitro: \| Pazzarelli (Macerata) \| |
| Arbitro:                                            | Pazzarelli (Macerata) |                         |                 |                                                                        |

| Arbitro: | Nigro (Prato) |

|                      |           |          |
| Polverino 86’ (rig.) | Marcatori | 54’ Boni |

| Arbitro: | Carsenzuola (Legnano) |

|                                               |           |  |
| Salaorni 11’ Boni 19’ Peretti 30’ (rig.), 33’ | Marcatori |  |

| Arbitro: | Gallo (Castellammare di Stabia) |

|                   |           |               |
| Fedotova 59’, 83’ | Marcatori | 86’ Bolognini |

| Arbitro: | Pizzi (Bergamo) |

|                                                    |           |              |
| Moroso 45’ (aut.) Boni 72’ (rig.) Dallagiacoma 80’ | Marcatori | 14’ Kongoulī |

| Arbitro: | Castellano (Nichelino) |

|  |           |                       |
|  | Marcatori | 74’ Boni 78’ Pecchini |

#### Girone di ritorno
| Arbitro: | Quarà (Nichelino) |

|  |           |                                |
|  | Marcatori | 26’ Ol'chovik 86’ Dallagiacoma |

| Arbitro: | Ceriello (Chiari) |

|  |           |                |
|  | Marcatori | 90+3’ La Rocca |

| Arbitro: | Robilotta (Sala Consilina) |

|            |           |                                                       |
| Marenić 1’ | Marcatori | 9’ (rig.) Boni 74’ Dallagiacoma 87’ Ronca 90’ Peretti |

| Arbitro: | Bozzetto (Bergamo) |

|                                     |           |  |
| Salaorni 45’ Boni 48’ Zanoletti 50’ | Marcatori |  |

| Arbitro: | Selva (Alghero) |

|            |           |  |
| Brayda 60’ | Marcatori |  |

| Arbitro: | Tesi (Lucca) |

|  |           |                                                    |
|  | Marcatori | 9’ Kubassova 33’, 56’, 72’ Di Luzio 79’ Carravetta |

| Arbitro: | Sacchi (Macerata) |

|                |           |               |
| Fusar Poli 43’ | Marcatori | 88’ Zanoletti |

| Arbitro: | Pasculli (Como) |

|                    |           |  |
| Dallagiacoma 90+1’ | Marcatori |  |

| Arbitro: | Zambetti (Lovere) |

|                                                             |           |  |
| Boni 18’, 24’, 36’ Ol'chovik 34’ Peretti 65’ Mascanzoni 77’ | Marcatori |  |

| Arbitro: | Traini (San Benedetto del Tronto) |

|                                      |           |                            |
| Galli 7’ Petralia 13’, 55’ Costi 62’ | Marcatori | 1’ Peretti 47’ (rig.) Boni |

| Arbitro: | Hamza Rihai (Lovere) |

|               |           |  |
| Zanoletti 85’ | Marcatori |  |

| Arbitro: | Schmid (Rovereto) |

|                     |           |  |
| Donda 30’ Ferin 68’ | Marcatori |  |

| Arbitro: | Zini (Udine) |

|                                                 |           |          |
| Dallagiacoma 59’, 90’ Tardini 62’ Ol'chovik 86’ | Marcatori | 6’ Brevi |

### Coppa Italia

#### Gironi eliminatori
| Arbitro: | Foresti (Bergamo) |

|              |           |             |
| Salaorni 56’ | Marcatori | 49’ Goldoni |

| Arbitro: | Marra (Mantova) |

|             |           |                 |
| Marenić 49’ | Marcatori | 10’ (rig.) Knol |

## Statistiche

### Statistiche di squadra
| Competizione | Punti | In casa | In casa | In casa | In casa | In casa | In casa | In trasferta | In trasferta | In trasferta | In trasferta | In trasferta | In trasferta | Totale | Totale | Totale | Totale | Totale | Totale | DR  |
| Competizione | Punti | G       | V       | N       | P       | Gf      | Gs      | G            | V            | N            | P            | Gf           | Gs           | G      | V      | N      | P      | Gf     | Gs     | DR  |
| ------------ | ----- | ------- | ------- | ------- | ------- | ------- | ------- | ------------ | ------------ | ------------ | ------------ | ------------ | ------------ | ------ | ------ | ------ | ------ | ------ | ------ | --- |
| Serie B      | 44    | 13      | 10      | 0       | 3       | 27      | 11      | 13           | 3            | 5            | 5            | 17           | 19           | 26     | 13     | 5      | 8      | 44     | 30     | +14 |
| Coppa Italia | -     | 2       | 0       | 2       | 0       | 2       | 2       | -            | -            | -            | -            | -            | -            | 2      | 0      | 2      | 0      | 2      | 2      | 0   |
| Totale       | -     | 15      | 10      | 2       | 3       | 29      | 13      | 13           | 3            | 5            | 5            | 17           | 19           | 28     | 13     | 7      | 8      | 46     | 32     | +14 |

### Andamento in campionato
| Giornata  | 1 | 2 | 3 | 4 | 5 | 6 | 7 | 8 | 9 | 10 | 11 | 12 | 13 | 14 | 15 | 16 | 17 | 18 | 19 | 20 | 21 | 22 | 23 | 24 | 25 | 26 |
| --------- | - | - | - | - | - | - | - | - | - | -- | -- | -- | -- | -- | -- | -- | -- | -- | -- | -- | -- | -- | -- | -- | -- | -- |
| Luogo     | C | T | C | T | C | T | C | T | T | C  | T  | C  | T  | T  | C  | T  | C  | T  | C  | T  | C  | C  | T  | C  | T  | C  |
| Risultato | V | N | V | V | V | N | P | N | N | V  | P  | V  | P  | V  | P  | V  | V  | P  | P  | N  | V  | V  | P  | V  | P  | V  |
| Posizione | 1 | 1 |   |   |   |   |   |   |   |    |    |    |    |    |    |    | 3  |    |    |    |    |    |    | 3  | 4  | 4  |

Legenda:

Luogo: C = Casa; T = Trasferta. Risultato: V = Vittoria; N = Pareggio; P = Sconfitta.

### Statistiche delle giocatrici
| Giocatore       | Serie B  | Serie B | Serie B     | Serie B    | Coppa Italia | Coppa Italia | Coppa Italia | Coppa Italia | Totale   | Totale | Totale      | Totale     |
| Giocatore       | Presenze | Reti    | Ammonizioni | Espulsioni | Presenze     | Reti         | Ammonizioni  | Espulsioni   | Presenze | Reti   | Ammonizioni | Espulsioni |
| --------------- | -------- | ------- | ----------- | ---------- | ------------ | ------------ | ------------ | ------------ | -------- | ------ | ----------- | ---------- |
| K. Ol'chovik    | 15       | 3       | 1           | 0          | -            | -            | -            | -            | 15       | 3      | 1           | 0          |
| S. Boaglio      | 3        | -6      | 0           | 0          | 2            | -2           | 0            | 0            | 5        | -8     | 0           | 0          |
| G. Bolognini    | 22       | 2       | 4           | 0          | 2            | 0            | 0            | 0            | 24       | 2      | 4           | 0          |
| L. Bonfante     | 0        | 0       | 0           | 0          | -            | -            | -            | -            | 0        | 0      | 0           | 0          |
| V. Boni         | 26       | 12      | 2           | 0          | 2            | 0            | 0            | 0            | 28       | 12     | 2           | 0          |
| G. Caliari      | 15       | 0       | 1           | 0          | 1            | 0            | 0            | 0            | 16       | 0      | 1           | 0          |
| S. Dallagiacoma | 24       | 6       | 0           | 0          | 2            | 0            | 0            | 0            | 26       | 6      | 0           | 0          |
| N. Fabbroni     | 2        | 0       | 0           | 0          | 1            | 0            | 0            | 0            | 3        | 0      | 0           | 0          |
| F. Fancellu     | 14       | 0       | 0           | 0          | 1            | 0            | 0            | 0            | 15       | 0      | 0           | 0          |
| L. Fenzi        | 5        | -3      | 0           | 0          | -            | -            | -            | -            | 5        | -3     | 0           | 0          |
| M. Franco       | 13       | 0       | 0           | 0          | -            | -            | -            | -            | 13       | 0      | 0           | 0          |
| V. Gidoni       | 16       | 0       | 1           | 0          | 2            | 0            | 0            | 0            | 18       | 0      | 1           | 0          |
| M. Magalini     | ?        | ?       | ?           | ?          | -            | -            | -            | -            | 0+       | 0+     | 0+          | 0+         |
| J. Marenić      | 11       | 2       | 1           | 0          | 2            | 1            | 1            | 0            | 13       | 3      | 2           | 0          |
| D. Mascanzoni   | 21       | 2       | 0           | 0          | 1            | 0            | 0            | 0            | 22       | 2      | 0           | 0          |
| C. Mele         | 14       | 0       | 1           | 0          | 1            | 0            | 0            | 0            | 15       | 0      | 1           | 0          |
| F. Olivieri     | 18       | -21     | 0           | 0          | 0            | 0            | 0            | 0            | 18       | -21    | 0           | 0          |
| A. Pecchini     | 19       | 1       | 2           | 0          | 1            | 0            | 0            | 0            | 20       | 1      | 2           | 0          |
| R. Peretti      | 25       | 8       | 2           | 0          | 2            | 0            | 0            | 0            | 27       | 8      | 2           | 0          |
| A. Piergallini  | 6        | 0       | 0           | 0          | 1            | 0            | 0            | 0            | 7        | 0      | 0           | 0          |
| C. Ronca        | 1        | 1       | 0           | 0          | -            | -            | -            | -            | 1        | 1      | 0           | 0          |
| M. P. Salas     | 6        | 0       | 0           | 0          | -            | -            | -            | -            | 6        | 0      | 0           | 0          |
| F. Salaorni     | 25       | 2       | 3           | 0          | 2            | 1            | 0            | 0            | 27       | 3      | 3           | 0          |
| L. Salimbeni    | 16       | 0       | 1           | 0          | 1            | 0            | 0            | 0            | 17       | 0      | 1           | 0          |
| S. Tardini      | 17       | 1       | 0           | 1          | 1            | 0            | 0            | 0            | 18       | 1      | 0           | 1          |
| I. A. Tunoaia   | 20       | 0       | 1           | 0          | 2            | 0            | 0            | 0            | 22       | 0      | 1           | 0          |
| G. Verrino      | 5        | 0       | 0           | 0          | 1            | 0            | 0            | 0            | 6        | 0      | 0           | 0          |
| S. Zanoletti    | 25       | 3       | 4           | 0          | 2            | 0            | 0            | 0            | 27       | 3      | 4           | 0          |
| J. Zanoni       | 7        | 0       | 0           | 0          | 0            | 0            | 0            | 0            | 7        | 0      | 0           | 0          |